# Only you (모닝구무스메의 노래)
Only you(온리 유)는 2011년 6월 15일에 발매된 모닝구무스메의 마흔여섯 번째 싱글이다.

## 개요
- 초회한정반 A, 초회한정반 B, 초회한정반 C, 통상반 등 4종 싱글. 또한 초회한정반 A, B, C, 통상반에는 이벤트 추첨 시리얼 넘버 카드가 봉입되었다.

- 이 싱글로 데뷔 싱글 모닝 커피부터 연속 46싱글 연속 오리콘 싱글 랭킹 첫등장 TOP 10 진입에 성공하였다. (무텐무스메로 발매한 앗파레 가이텐즈시!는 제외)

- 메인 보컬은 다카하시 아이, 다나카 레이나이다.

## 수록곡
1. Only you (5:16)
작사, 작곡 : 층쿠 / 편곡 : 오쿠보 가오루
2. やめてよ! シンドバッド (3:40)
작사, 작곡 : 층쿠 / 편곡 : 이타가키 유스케
3. Only you (Instrumental)

## 차트
- 주간최고순위 4위 (오리콘 차트)
- 일간최고순위 3위 (오리콘 차트)
- 2011년 6월 월간순위 17위 (오리콘 차트)
- 5위 (CDTV)
- 등장 2위 (CDTV)
- 12위 (빌보드 재팬 HOT 100)